# Denys Vasin
Denys Hennadijovyč Vasin (in ucraino Денис Геннадійович Васін?; 4 marzo 1989) è un ex calciatore ucraino, di ruolo attaccante.

## Caratteristiche tecniche
È un'ala destra.

## Carriera
È cresciuto nel settore giovanile del Čornomorec'.